# Winter Journal
Winter Journal ist ein Buch des US-amerikanischen Autors Paul Auster, das 2012 erschien (2013 in deutscher Übersetzung von Werner Schmitz, der auch zahlreiche andere Bücher von Auster übersetzte). Es geht vorrangig um  autobiografische Aufzeichnungen über äußere Einflüsse auf Auster selbst und besonders seinen Körper. Das Buch beinhaltet unter anderem Beschreibungen eines von ihm erlebten Autounfalls im Jahr 2002, zum Leben seiner Mutter und den Nachwirkungen ihres Todes auf sein weiteres Leben, außerdem eine kurze Nacherzählung des Films D.O.A., deutsch: Opfer der Unterwelt von 1950 in der Regie von Rudolph Maté. 

## Kritik
Paul Ingendaay schreibt in der FAZ, dass das Buch „eine halb erzählerische, halb essayistische Wanderung durch prägende Momente, zufällige Umstände und Leitmotive seiner Existenz“ sei. Der Spiegel bewertet es als „Biografie des eigenen Körpers“.

## Zitate
„deine Hände (...) Sie haben sich über die nackte Haut deiner Frau bewegt und ihren Weg bis in die letzten Winkel gefunden. Dort sind sie am glücklichsten, das spürst du, dort sind sie, seit dem Tag, an dem du sie kennengelernt hast, immer am glücklichsten gewesen, denn, um eine Zeile aus einem Gedicht von George Oppen abzuwandeln, manche der schönsten Orte der Welt befinden sich auf dem Körper Deiner Frau.“

## Ausgaben
- Winter Journal. Henry Holt, New York; Faber&Faber, London 2012, ISBN 978-0-571-28320-0.
  - Übersetzung: Winter Journal. Dt. von Werner Schmitz. Rowohlt, Reinbek 2013, ISBN 978-3-498-00087-5.